# Prix August
Le prix August (suédois : Augustpriset) est un prix littéraire décerné en Suède depuis 1989. Jusqu'en 1991, un seul livre était récompensé chaque année. Depuis 1992, il existe trois catégories : roman, essai et jeunesse. Son nom est un hommage à l'écrivain, dramaturge et peintre August Strindberg, l'une des figures majeures de la littérature suédoise.

## Lauréats

### 1989 - 1991
| Année | Titre français | Titre original          | Auteur            | Éditeur  |
| ----- | -------------- | ----------------------- | ----------------- | -------- |
| 1989  |                | Tecknens rike           | Cecilia Lindqvist | Bonniers |
| 1990  |                | De sotarna! De sotarna! | Lars Ahlin        | Bonniers |
| 1991  |                | Livets ax               | Sven Delblanc     | Bonniers |

### Fiction

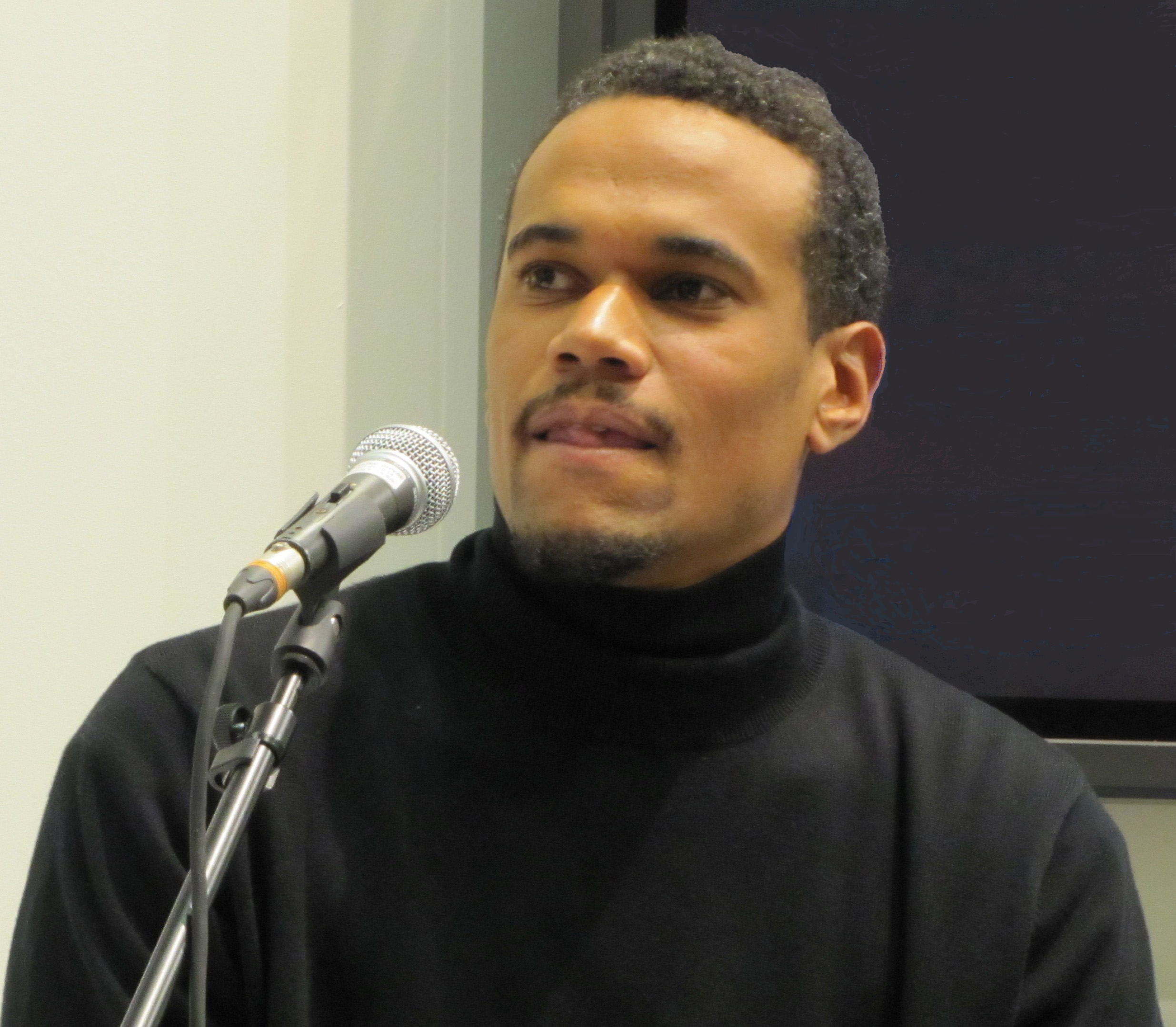
Johannes Anyuru, lauréat du prix August 2017.

| Année | Titre français                                             | Titre original                             | Auteur                | Éditeur                |
| ----- | ---------------------------------------------------------- | ------------------------------------------ | --------------------- | ---------------------- |
| 1992  |                                                            | Medan tiden tänker på annat                | Niklas Rådström       | Gedins                 |
| 1993  | Crimes au bord de l'eau (Actes Sud)                        | Händelser vid vatten                       | Kerstin Ekman         | Bonniers               |
| 1994  |                                                            | Synden                                     | Björn Ranelid         | Bonnier Alba           |
| 1995  | Miel de bourdon (Actes Sud)                                | Hummelhonung                               | Torgny Lindgren       | Norstedts              |
| 1996  |                                                            | Sorgegondolen                              | Tomas Tranströmer     | Bonniers               |
| 1997  | La Sorcière d'Avril (Lattès)                               | Aprilhäxan                                 | Majgull Axelsson      | Gedins                 |
| 1998  | Le Livre d'or des gens de Sunne (Actes Sud)                | Berömda män som varit i Sunne              | Göran Tunström        | Albert Bonniers förlag |
| 1999  | Le Médecin personnel du roi (Actes Sud)                    | Livläkarens besök                          | Per Olov Enquist      | Norstedts              |
| 2000  |                                                            | Populärmusik från Vittula                  | Mikael Niemi          | Norstedts              |
| 2001  |                                                            | Underdog                                   | Torbjörn Flygt        | Norstedts              |
| 2002  | Les Aventures fantastiques d'Hercule Barfuss (Lattès)      | Den vidunderliga kärlekens historia        | Carl-Johan Vallgren   | Albert Bonniers förlag |
| 2003  |                                                            | Skraplotter                                | Kerstin Ekman         | Albert Bonniers förlag |
| 2004  | Gregorius (Phébus)                                         | Gregorius                                  | Bengt Ohlsson         | Albert Bonniers förlag |
| 2005  | La fille américaine (Stock)                                | Den amerikanska flickan                    | Monika Fagerholm      | Albert Bonniers förlag |
| 2006  |                                                            | Svinalängorna                              | Susanna Alakoski      | Albert Bonniers förlag |
| 2007  | La nuit qui s'annonce (Cénomane)                           | Stundande natten                           | Carl-Henning Wijkmark | Norstedts förlag       |
| 2008  | Une autre vie (Actes Sud)                                  | Ett annat liv                              | Per Olov Enquist      | Norstedts förlag       |
| 2009  | Les Dépossédés (Robert Laffont)                            | De fattiga i Łódź                          | Steve Sem-Sandberg    | Albert Bonniers förlag |
| 2010  |                                                            | Spill. En damroman                         | Sigrid Combüchen      | Norstedts              |
| 2011  | Les Corbeaux (Gallimard)                                   | Korparna                                   | Tomas Bannerhed       | Weyler förlag          |
| 2012  | Une brève halte après Auschwitz (Seuil)                    | Ett kort uppehåll på vägen från Auschwitz  | Göran Rosenberg       | Albert Bonniers förlag |
| 2013  | Esther ou la passion pure (Autrement)                      | Egenmäktigt förfarande                     | Lena Andersson        | Natur & Kultur         |
| 2014  |                                                            | Liv till varje pris                        | Kristina Sandberg     | Norstedts              |
| 2015  | Tout ce dont je ne me souviens pas (Actes Sud)             | Allt jag inte minns                        | Jonas Hassen Khemiri  | Bonniers               |
| 2016  | Les Amants polyglottes (Gallimard)                         | De polyglotta älskarna                     | Lina Wolff            | Bonniers               |
| 2017  | Ils se noieront dans les larmes de leurs mères (Actes Sud) | De kommer att drunkna i sina mödrars tårar | Johannes Anyuru       | Norstedts              |
| 2018  |                                                            | Æadnan                                     | Linnea Axelsson       | Albert Bonniers förlag |
| 2019  |                                                            | Osebol                                     | Marit Kapla           | Teg Publishing         |
| 2020  |                                                            | Samlade verk                               | Lydia Sandgren        | Albert Bonniers Förlag |
| 2021  | Euphorie (Les éditions de l'Observatoire)                  | Eufori                                     | Elin Cullhed          | Wahlström & Widstrand  |
| 2022  | Les détails (Le Bruit du monde)                            | Detaljerna                                 | Ia Genberg            | Weyler förlag          |
| 2023  |                                                            | Jävla karlar                               | Andrev Walden         | Bokförlaget Polaris    |
| 2024  |                                                            | Kungen av Nostratien                       | Tony Samuelsson       | Wahlström & Widstrand  |

### Non-fiction
| Année | Titre français | Titre original                                                           | Auteur                                          | Éditeur                |
| ----- | -------------- | ------------------------------------------------------------------------ | ----------------------------------------------- | ---------------------- |
| 1992  |                | Gyllene äpplen                                                           | Gunnar Broberg et al.                           | Atlantis               |
| 1993  |                | Ofredsår                                                                 | Peter Englund                                   | Atlantis               |
| 1994  |                | Musiken i Sverige I-IV                                                   | Leif Jonsson et al.                             | Fischer & Co           |
| 1995  |                | Tusen år i trädgården. Från sörmländska herrgårdar och bakgårdar         | Maria Flinck                                    | Tiden                  |
| 1996  |                | Spåren av kungens män                                                    | Maja Hagerman                                   | Prisma                 |
| 1997  |                | I skuggan av framtiden                                                   | Sven-Eric Liedman                               | Bonnier Alba           |
| 1998  |                | Svenska vägar till S:t Petersburg                                        | Bengt Jangfeldt                                 | Wahlström & Widstrand  |
| 1999  |                | Engelska - öspråk, världsspråk, trendspråk                               | Jan Svartvik                                    | Norstedts              |
| 2000  |                | Stora döden                                                              | Dick Harrisoni                                  | Ordfront Förlag        |
| 2001  |                | Minnets stigar                                                           | Hans Hammarskjöld, Anita Theorell, Per Wästberg | Max Ström              |
| 2002  |                | Gustav Vasa - landsfader eller tyrann?                                   | Lars-Olof Larsson                               | Prisma                 |
| 2003  |                | Idéer om livet                                                           | Nils Uddenberg                                  | Natur & Kultur         |
| 2004  |                | Europas idéhistoria 1492-1918: Världens ordning och Mörkret i människan  | Sverker Sörlin                                  | Natur & Kultur         |
| 2005  |                | Ninas resa                                                               | Lena Einhorn                                    | Prisma                 |
| 2006  |                | Qin                                                                      | Cecilia Lindqvist                               | Albert Bonniers förlag |
| 2007  |                | Med livet som insats                                                     | Bengt Jangfeldt                                 | Wahlström & Widstrand  |
| 2008  |                | Regi Bergman                                                             | Paul Duncan & Bengt Wanselius                   | Max Ström              |
| 2009  |                | Att överleva dagen                                                       | Brutus Östling & Susanne Åkesson                | Symposion              |
| 2010  |                | Den röda grevinnan                                                       | Yvonne Hirdman                                  | Ordfront förlag        |
| 2011  |                | Och i Wienerwald står träden kvar                                        | Elisabeth Åsbrink                               | Natur & Kultur         |
| 2012  |                | Det står ett rum här och väntar på dig - Berättelsen om Raoul Wallenberg | Ingrid Carlberg                                 | Norstedts              |
| 2013  |                | Expeditionen - Min kärlekshistoria                                       | Bea Uusma                                       | Norstedts              |
| 2014  |                | Naturlära                                                                | Lars Lerin                                      | Bonniers               |
| 2015  |                | Min europeiska familj. De senaste 54 000 åren                            | Karin Bojs                                      | Bonniers               |
| 2016  |                | Gutenberggalaxens nova                                                   | Nina Burton                                     | Bonniers               |
| 2017  |                | Ett jävla solsken: En biografi om Ester Blenda Nordström                 | Fatima Bremmer                                  | Forum                  |
| 2018  |                | Svälten. Hungeråren som formade Sverige                                  | Magnus Västerbro                                | Albert Bonniers Förlag |
| 2019  |                | Ålevangeliet. Berättelsen om världens mest gåtfulla fisk                 | Patrik Svensson                                 | Albert Bonniers Förlag |
| 2020  |                | Herrarna satte oss hit. Om tvångsförflyttningarna i Sverige              | Elin Anna Labba                                 | Norstedts              |
| 2021  |                | Dolda gudar - en bok om allt som inte går förlorat i en översättning     | Nils Håkanson                                   | Nirstedts/litteratur   |
| 2022  |                | Jag har torkat nog många golv                                            | Nina van den Brink                              | Norstedts              |
| 2023  |                | Zorn                                                                     | Per Svensson                                    | Albert Bonniers Förlag |
| 2024  |                | Ett liv värt att leva. Varför självmord blev människans följeslagare     | Christian Rück                                  | Albert Bonniers Förlag |

### Livres pour enfants et adolescents
| Année | Titre français                | Titre original                    | Auteur                                                         | Éditeur                |
| ----- | ----------------------------- | --------------------------------- | -------------------------------------------------------------- | ---------------------- |
| 1992  |                               | Jag saknar dig, jag saknar dig!   | Peter Pohl & Kinna Gieth                                       | Rabén & Sjögren        |
| 1993  |                               | Vinterviken                       | Mats Wahl                                                      | Bonnier Carlsen        |
| 1994  |                               | Mästaren och de fyra skrivarna    | Ulf Nilsson                                                    | Natur & Kultur         |
| 1995  | Des baisers pour plus tard    | Flickan som inte ville kyssas     | Rose Lagercrantz                                               | Brombergs              |
| 1996  |                               | Min syster är en ängel            | Ulf Stark & Anna Höglund                                       | Alfabeta Bokförlag     |
| 1997  | Le Jeu de la vérité           | Sanning eller konsekvens          | Annika Thor                                                    | Bonnier Carlsen        |
| 1998  | À l'horizon scintille l'océan | Resan till världens ände          | Henning Mankell                                                | Rabén & Sjögren        |
| 1999  | Faire le mort                 | Spelar död                        | Stefan Casta                                                   | Opal                   |
| 2000  | Mado et les loups             | Gittan och gråvargarna            | Pija Lindenbaum                                                | Rabén & Sjögren        |
| 2001  |                               | Sandor slash Ida                  | Sara Kadefors                                                  | Bonnier Carlsen        |
| 2002  | Adieu, monsieur Câlin         | Adjö, herr Muffin                 | Ulf Nilsson et Anna-Clara Tidholm                              | Bonnier Carlsen        |
| 2003  | Des étoiles au plafond        | I taket lyser stjärnorna          | Johanna Thydell                                                | Natur & Kultur         |
| 2004  |                               | Dansar Elias? Nej!                | Katarina Kieri                                                 | Rabén & Sjögren        |
| 2005  |                               | Eddie Bolander & jag              | Bo R. Holmberg et Katarina Strömgård                           | Rabén & Sjögren        |
| 2006  |                               | Svenne                            | Per Nilsson (writer)                                           | Rabén et Sjögren       |
| 2007  |                               | Var är min syster?                | Sven Nordqvist                                                 | Opal                   |
| 2008  |                               | Legenden om Sally Jones           | Jakob Wegelius                                                 | Bonnier Carlsen        |
| 2009  |                               | Skriv om och om igen              | Ylva Karlsson, Katarina Kuick, Sara Lundberg et Lilian Bäckman | X Publishing           |
| 2010  | Mère forte à agitée           | Här ligger jag och blöder         | Jenny Jägerfeld                                                | Gilla Böcker           |
| 2011  | Trois garçons                 | Pojkarna                          | Jessica Schiefauer                                             | Bonnier Carlsen        |
| 2012  |                               | ABC å allt om det                 | Nina Umaja                                                     | Bonnier Carlsen        |
| 2013  |                               | Snöret, fågeln och jag            | Ellen Karlsson et Eva Lindström                                | Hippo bokförlag        |
| 2014  |                               | Mördarens apa                     | Jakob Wegelius                                                 | Bonnier Carlsen        |
| 2015  |                               | När hundarna kommer               | Jessica Schiefauer                                             | Bonnier Carlsen        |
| 2016  |                               | Tio över ett                      | Ann-Helén Laestadius                                           | Rabén & Sjögren        |
| 2017  |                               | Fågeln i mig flyger vart den vill | Sara Lundberg                                                  | Mirando Bok            |
| 2018  | Le Repaire                    | Gropen                            | Emma Adbåge                                                    | Rabén & Sjögren        |
| 2019  |                               | Vänta på vind                     | Oskar Kroon                                                    | Brombergs              |
| 2020  |                               | Humlan Hanssons hemligheter       | Kristina Sigunsdotter et Ester Eriksson                        | Natur & Kultur         |
| 2021  |                               | Nattkorpen                        | Johan Rundberg                                                 | Natur & Kultur         |
| 2022  |                               | Vi ska ju bara cykla förbi        | Ellen Strömberg                                                | Schildts & Söderströms |
| 2023  |                               | Vitsippor och pissråttor          | Oskar Kroon et Hanna Klinthage                                 | Rabén & Sjögren        |
| 2024  |                               | Chop chop                         | Linda Bondestam                                                | Förlaget M             |